# Stroudia brevior
Stroudia brevior är en stekelart som först beskrevs av Giordani Soika 1943.  Stroudia brevior ingår i släktet Stroudia och familjen Eumenidae. Inga underarter finns listade i Catalogue of Life.